# شهرستان بادونگ
شهرستان بادونگ (به لاتین: Badong County) یک منطقهٔ مسکونی در چین است که در ولایت خودمختار انشی توجیا و میائو واقع شده‌است.